# Pecorait
Pecorait (IMA-Symbol Pco) ist ein selten vorkommendes Mineral aus der Mineralklasse der „Silikate und Germanate“ mit der chemischen Zusammensetzung Ni6[(OH)8|Si4O10] und damit chemisch gesehen ein Nickel-Silikat mit zusätzlichen Hydroxidionen. Strukturell gehört Pecorait zu den Schichtsilikaten.
Pecorait kristallisiert im monoklinen Kristallsystem und entwickelt gebogene Täfelchen, Röhrchen oder Spiralen bis etwa 4 µm Größe, kommt aber auch in Form körniger Aggregate bis etwa 5 mm Größe vor. Das durchsichtige bis durchscheinende Mineral ist von dunkelgrüner bis blaugrüner Farbe. Seine Strichfarbe ist dagegen eher blassgrün. Die Kristalloberflächen weisen einen glasähnlichen Glanz auf.

## Etymologie und Geschichte
Erstmals entdeckt wurde Pecorait in Mineralproben des Wolf-Creek-Meteoriten, den man 1947 am Wolfe-Creek-Krater nahe Halls Creek in Westaustralien fand. Das seit dem Einschlag vor vermutlich 300.000 Jahren stark verwitterte Fragment des ursprünglichen Meteoriten gehört zur Klasse der Eisenmeteoriten vom Typ mittlerer Oktaedrit IIIAB und hatte ein Gewicht von 760 kg.
Die Analyse und Erstbeschreibung des Minerals erfolgte durch George T. Faust, Joseph J. Fahey, Brian Mason und Edward J. Dwornik, die es nach William Thomas Pecora (1913–1972), dem damaligen Direktor der United States Geological Survey (USGS), benannten. Das Mineralogenteam sandte die Untersuchungsergebnisse und den gewählten Namen 1969 zur Prüfung an die International Mineralogical Association (interne Eingangs-Nr. der IMA: 1969-005), die den Pecorait als eigenständige Mineralart anerkannte. Im Jahr darauf wurde die Erstbeschreibung in der Fachzeitschrift Science publiziert.
Das Typmaterial von Pecorait wird im National Museum of Natural History in Washington, D.C. unter der Sammlungs-Nr. 128111 aufbewahrt.

## Klassifikation
In der letztmals 1977 überarbeiteten 8. Auflage der Mineralsystematik nach Strunz ist der Pecorait noch nicht eingeordnet, aber in der zugehörigen Publikation von Karl Hugo Strunz und Christel Tennyson zumindest im Inhaltsverzeichnis erwähnt. Im Lapis-Mineralienverzeichnis nach Stefan Weiß, das sich aus Rücksicht auf private Sammler und institutionelle Sammlungen noch nach dieser alten Form der Systematik richtet, erhielt das Mineral die System- und Mineral-Nr. VIII/H.27-160. In der „Lapis-Systematik“ entspricht dies der Klasse der „Silikate und Germanate“ und dort der Abteilung „Schichtsilikate“, wo Pecorait zusammen mit Amesit, Antigorit, Berthierin, Brindleyit, Carlosturanit, Chrysotil, Cronstedtit, Dozyit, Fraipontit, Greenalith, Guidottiit, Karpinskit, Karyopilit, Kellyit, Lizardit und Népouit die „Serpentingruppe“ bildet (Stand 2018).
Die von der IMA zuletzt 2009 aktualisierte 9. Auflage der Strunz’schen Mineralsystematik ordnet den Pecorait ebenfalls in die Abteilung der „Schichtsilikate“ ein. Diese ist allerdings weiter unterteilt nach der Struktur der Schichten, so dass das Mineral entsprechend seinem Aufbau in der Unterabteilung „Schichtsilikate (Phyllosilikate) mit Kaolinitschichten, zusammengesetzt aus tetraedrischen und oktaedrischen Netzen“ zu finden ist, wo es zusammen mit Amesit, Antigorit, Berthierin, Brindleyit, Chrysotil, Cronstedtit, Fraipontit, Greenalith, Karyopilit, Kellyit, Lizardit, Manandonit und Népouit die „Serpentingruppe“ mit der System-Nr. 9.ED.15 bildet.
Auch die vorwiegend im englischen Sprachraum gebräuchliche Systematik der Minerale nach Dana ordnet den Pecorait in die Klasse der „Silikate und Germanate“ und dort in die Abteilung der „Schichtsilikatminerale“ ein. Hier ist er zusammen mit Chrysotil, Klinochrysotil, Orthochrysotil und Parachrysotil in der „Serpentingruppe (Chrysotil-Untergruppe)“ mit der System-Nr. 71.01.02d innerhalb der Unterabteilung „Schichtsilikate: Schichten von sechsgliedrigen Ringen mit 1:1-Lagen“ zu finden.

## Kristallstruktur
Pecorait kristallisiert im monoklinen Kristallsystem mit den Gitterparametern a = 5,26 Å; b = 9,16 Å; c = 14,7 Å und β = 92° sowie vier Formeleinheiten pro Elementarzelle. Den meisten Quellen zufolge sind weder Kristallklasse (Punktgruppe) noch Raumgruppe definiert. Allerdings gibt die Mineraldatenbank Webmineral die Kristallklasse mit monoklin-prismatisch; 2/m und die Raumgruppe mit C2/m (Nr. 12) an.

## Modifikationen und Varietäten
Die Verbindung Ni6[(OH)8|Si4O10] ist dimorph und kommt in der Natur neben dem monoklin kristallisierenden Pecorait noch als orthorhombisch kristallisierender Népouit vor.

## Bildung und Fundorte

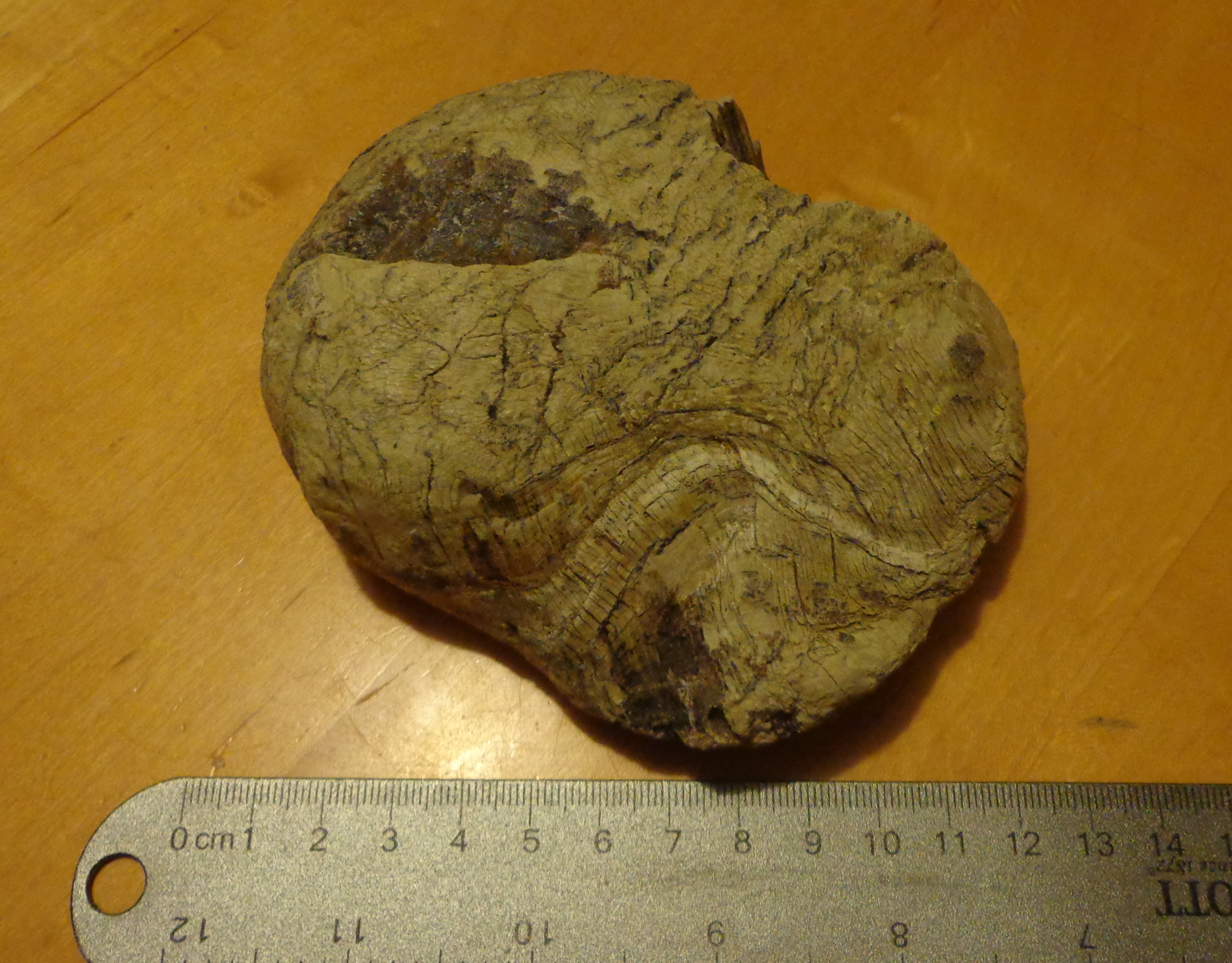
Derbes Aggregat mit Pecorait und Serpentin aus den Belvidere-Steinbrüchen nahe Lowell und Eden, Vermont, USA

Pecorait bildet sich in Hohlräumen und Rissen von stark verwitterten Eisen-Nickel-Meteoriten unter ariden Klimabedingungen (Wüstenklima). Als Begleitminerale können hier unter anderem Cassidyit, Goethit, Maghemit, Quarz und Reevesit auftreten. Daneben kann Pecorait auch in archaischen ultramafischen Gesteinen und vergesellschaftet mit Gaspéit, Millerit, Nullaginit und Otwayit vorkommen.
Als seltene Mineralbildung konnte Pecorait nur an wenigen Orten nachgewiesen werden, wobei weltweit bisher rund 40 Vorkommen dokumentiert sind (Stand 2022). Seine Typlokalität, der in Westaustralien entdeckte Wolf-Creek-Meteorit, ist dabei der bisher einzige bekannte Pecoraitfund in einem Meteoriten. 
Bekannte irdischen Fundstätten in Australien sind bisher unter anderem verschiedene Nickel-Gruben (Minen) und Lagerstätten im Coolgardie Shire, East Pilbara Shire, Halls Creek Shire und Menzies Shire in Westaustralien sowie die Lord Brassey Mine im Distrikt Heazlewood (Waratah-Wynyard Municipality) auf Tasmanien.
In Deutschland fand sich Pecorait bisher in der Kupfer-Kobalt-Nickel-Grube Grüne Au bei Schutzbach im Landkreis Altenkirchen (Westerwald) in Rheinland-Pfalz, im Diabas-Steinbruch „Reimersgrün“ bei Limbach und in der ehemaligen Nickel-Grube Hans Georg bei Röttis im Vogtlandkreis von Sachsen und im Diabas-Steinbruch „Rentzschmühle“ bei Cossengrün im thüringischen Landkreis Greiz.
Weitere bekannte Fundorte liegen unter anderem in Kanada, der Dominikanischen Republik, Frankreich, Griechenland, Italien, Marokko, Russland, der Slowakei, Südafrika, Südkorea, der Türkei und in verschiedenen Staaten der USA (Arizona, Kalifornien, Michigan, Missouri, New York, Oregon, Vermont).